# Film italiani proposti per l'Oscar al miglior film straniero
Nel corso degli anni, diversi film italiani sono stati candidati al Premio Oscar nella categoria miglior film internazionale.
L'Italia ha ricevuto 30 candidature e ha vinto 14 statuette: 3 Oscar speciali nel 1948, 1950 e 1951 (tra il 1948 ed il 1956 non vi erano le nomine e il premio era assegnato direttamente da una giuria) e 11 Oscar al miglior film in lingua straniera (da quando la categoria è stata istituita ufficialmente nel 1957).
L'ultimo film italiano ad aver vinto il premio è La grande bellezza di Paolo Sorrentino (2014), mentre l’ultima pellicola che è riuscita a ottenere la candidatura è Io capitano di Matteo Garrone nel 2024.

## Elenco
| Anno | Film                                                                   | Regia                                     | Risultato      |
| ---- | ---------------------------------------------------------------------- | ----------------------------------------- | -------------- |
| 1948 | Sciuscià                                                               | Vittorio De Sica                          | Oscar speciale |
| 1950 | Ladri di biciclette                                                    | Vittorio De Sica                          | Oscar speciale |
| 1951 | Le mura di Malapaga                                                    | René Clément (prod. franco-italiana)      | Oscar speciale |
| 1957 | La strada                                                              | Federico Fellini                          | Vincitore      |
| 1958 | Le notti di Cabiria                                                    | Federico Fellini                          | Vincitore      |
| 1959 | I soliti ignoti                                                        | Mario Monicelli                           | Candidato      |
| 1960 | La grande guerra                                                       | Mario Monicelli                           | Candidato      |
| 1961 | Kapò                                                                   | Gillo Pontecorvo                          | Candidato      |
| 1962 | La notte                                                               | Michelangelo Antonioni                    | Non candidato  |
| 1963 | Le quattro giornate di Napoli                                          | Nanni Loy                                 | Candidato      |
| 1964 | 8½                                                                     | Federico Fellini                          | Vincitore      |
| 1965 | Ieri, oggi, domani                                                     | Vittorio De Sica                          | Vincitore      |
| 1966 | Matrimonio all'italiana                                                | Vittorio De Sica                          | Candidato      |
| 1967 | La battaglia di Algeri                                                 | Gillo Pontecorvo                          | Candidato      |
| 1968 | La Cina è vicina                                                       | Marco Bellocchio                          | Non candidato  |
| 1969 | La ragazza con la pistola                                              | Mario Monicelli                           | Candidato      |
| 1970 | Satyricon                                                              | Federico Fellini                          | Non candidato  |
| 1971 | Indagine su un cittadino al di sopra di ogni sospetto                  | Elio Petri                                | Vincitore      |
| 1972 | Il giardino dei Finzi Contini                                          | Vittorio De Sica                          | Vincitore      |
| 1973 | Roma                                                                   | Federico Fellini                          | Non candidato  |
| 1975 | Amarcord                                                               | Federico Fellini                          | Vincitore      |
| 1976 | Profumo di donna                                                       | Dino Risi                                 | Candidato      |
| 1977 | Pasqualino Settebellezze                                               | Lina Wertmüller                           | Candidato      |
| 1978 | Una giornata particolare                                               | Ettore Scola                              | Candidato      |
| 1979 | I nuovi mostri                                                         | Mario Monicelli, Dino Risi e Ettore Scola | Candidato      |
| 1980 | Dimenticare Venezia                                                    | Franco Brusati                            | Candidato      |
| 1981 | Salto nel vuoto                                                        | Marco Bellocchio                          | Non candidato  |
| 1982 | Tre fratelli                                                           | Francesco Rosi                            | Candidato      |
| 1983 | La notte di San Lorenzo                                                | Paolo e Vittorio Taviani                  | Non candidato  |
| 1984 | E la nave va                                                           | Federico Fellini                          | Non candidato  |
| 1985 | Mi manda Picone                                                        | Nanni Loy                                 | Non candidato  |
| 1986 | Maccheroni                                                             | Ettore Scola                              | Non candidato  |
| 1987 | Notte d'estate con profilo greco, occhi a mandorla e odore di basilico | Lina Wertmüller                           | Non candidato  |
| 1988 | La famiglia                                                            | Ettore Scola                              | Candidato      |
| 1989 | La leggenda del santo bevitore                                         | Ermanno Olmi                              | Non candidato  |
| 1990 | Nuovo Cinema Paradiso                                                  | Giuseppe Tornatore                        | Vincitore      |
| 1991 | Porte aperte                                                           | Gianni Amelio                             | Candidato      |
| 1992 | Mediterraneo                                                           | Gabriele Salvatores                       | Vincitore      |
| 1993 | Il ladro di bambini                                                    | Gianni Amelio                             | Non candidato  |
| 1994 | Il grande cocomero                                                     | Francesca Archibugi                       | Non candidato  |
| 1995 | Lamerica                                                               | Gianni Amelio                             | Non candidato  |
| 1996 | L'uomo delle stelle                                                    | Giuseppe Tornatore                        | Candidato      |
| 1997 | La mia generazione                                                     | Wilma Labate                              | Non candidato  |
| 1998 | Il testimone dello sposo                                               | Pupi Avati                                | Non candidato  |
| 1999 | La vita è bella                                                        | Roberto Benigni                           | Vincitore      |
| 2000 | Fuori dal mondo                                                        | Giuseppe Piccioni                         | Non candidato  |
| 2001 | I cento passi                                                          | Marco Tullio Giordana                     | Non candidato  |
| 2002 | La stanza del figlio                                                   | Nanni Moretti                             | Non candidato  |
| 2003 | Pinocchio                                                              | Roberto Benigni                           | Non candidato  |
| 2004 | Io non ho paura                                                        | Gabriele Salvatores                       | Non candidato  |
| 2005 | Le chiavi di casa                                                      | Gianni Amelio                             | Non candidato  |
| 2006 | La bestia nel cuore                                                    | Cristina Comencini                        | Candidato      |
| 2007 | Nuovomondo                                                             | Emanuele Crialese                         | Non candidato  |
| 2008 | La sconosciuta                                                         | Giuseppe Tornatore                        | Short-list     |
| 2009 | Gomorra                                                                | Matteo Garrone                            | Non candidato  |
| 2010 | Baarìa                                                                 | Giuseppe Tornatore                        | Non candidato  |
| 2011 | La prima cosa bella                                                    | Paolo Virzì                               | Non candidato  |
| 2012 | Terraferma                                                             | Emanuele Crialese                         | Non candidato  |
| 2013 | Cesare deve morire                                                     | Paolo e Vittorio Taviani                  | Non candidato  |
| 2014 | La grande bellezza                                                     | Paolo Sorrentino                          | Vincitore      |
| 2015 | Il capitale umano                                                      | Paolo Virzì                               | Non candidato  |
| 2016 | Non essere cattivo                                                     | Claudio Caligari                          | Non candidato  |
| 2017 | Fuocoammare                                                            | Gianfranco Rosi                           | Non candidato  |
| 2018 | A Ciambra                                                              | Jonas Carpignano                          | Non candidato  |
| 2019 | Dogman                                                                 | Matteo Garrone                            | Non candidato  |
| 2020 | Il traditore                                                           | Marco Bellocchio                          | Non candidato  |
| 2021 | Notturno                                                               | Gianfranco Rosi                           | Non candidato  |
| 2022 | È stata la mano di Dio                                                 | Paolo Sorrentino                          | Candidato      |
| 2023 | Nostalgia                                                              | Mario Martone                             | Non candidato  |
| 2024 | Io capitano                                                            | Matteo Garrone                            | Candidato      |
| 2025 | Vermiglio                                                              | Maura Delpero                             | Short-list     |

| Non candidato  | Il film è stato proposto dall'Italia, ma non è stato candidato dall'Academy of Motion Picture Arts and Sciences.                      |
| Short-list     | Il film è entrato nella "short-list" stilata a gennaio dei quindici (in passato nove) candidati per l'Oscar al miglior film straniero |
| Candidato      | Il film è entrato a far parte dei cinque candidati per l'Oscar al miglior film straniero.                                             |
| Vincitore      | Il film ha vinto l'Oscar al miglior film straniero.                                                                                   |
| Oscar speciale | Il film ha vinto l'Oscar speciale assegnato tra il 1948 ed il 1956, periodo di tempo in cui non esisteva ancora il premio.            |